# Station Dysthymia
Station Dysthymia ist eine 2007 gegründete Funeral-Doom-Band.

## Geschichte
Station Dysthymia wurden 2007 in Nowosibirsk als anonymes Projekt gegründet. Die beteiligten Musiker treten im Rahmen des Projekts unter Initialen auf. Die Gruppe veröffentlichte 2009 das Debüt Only Gray Days im Selbstverlag. Für das 2013 nachkommende Overhead, Without Any Fuss, the Stars Were Going Out schloss die Band einen Vertrag mit Solitude Productions. Nach der Albumveröffentlichung bestritt die Gruppe vereinzelte Konzerte in Moskau.
Die Resonanz auf Overhead, Without Any Fuss, the Stars Were Going Out fiel überwiegend positiv, zum Teil herausragend, aus. Lediglich für das Webzine Metal.de wurde das Album mit 3 von 10 möglichen Punkten versehen und als „eine sehr zähe und wenig ansprechende Angelegenheit“ kritisiert, der es „an allen Ecken und Enden“ an etwas mangele „um dieser monotonen und eindimensionalen musikalischen Reise das gewisse Etwas zu verpassen“. Andere Rezensionen fielen hingegen hoch lobend aus. Chaim Drishner versah das Album mit 8.5 von 10 Punkten für Chronicles of Chaos und rechnete es zu „den besten Veröffentlichungen des Jahres“. Für Doom-Metal.com besprach Louis Halard Overhead, Without Any Fuss, the Stars Were Going Out, versah es mit 9 von 10 Punkten und nannte es „ein exzellentes Album, das durch seine starke Atmosphäre und das geschickte Songwriting beeindruckt“.

## Stil
Das Webzine Doom-Metal.com beschreibt die von Station Dysthymia gespielte Musik als „Funeral Doom mit einigen Esoteric-Einflüssen.“ Die Band verweist neben Esoteric hinzukommend auf Genreinterpreten wie Evoken und Dolorian als wesentliche Einflüsse.

„dystopian soundscapes of total nihilism, industrial dehumanization and urban decay you could actually feel hitting you right in the face, with their foul, hot stench, strange, almost psychedelic leanings, guitar effects and strumming that correspond with shoegaze and post-rock-ish etiquette, droning high-pitched and primitive "solos" and spoken, often processed, almost militarized vocals chanting over and over again how fucked we all are and that we should embrace the End of Times and all that.“

„Dystopische Klanglandschaften von totalem Nihilismus, industrieller Entmenschlichung und urbanem Verfall, die tatsächlich direkt ins Gesicht schlagen könnte , mit ihrem üblen, heißen Gestank, seltsamen, fast psychedelischen Neigungen, Gitarreneffekten und Geklimper, die mit Shoegazing und Post-Rock übereinstimmen, dröhnend hohegepitcht schlichte Soli und gesprochene, oft verzerrt, fast militärischen Stimmen, die immer wieder davon singen, wie gefickt wir doch alle sind und dass wir das Ende der Zeiten einfacg annehmen sollten.“

## Diskografie
- 2009: Only Gray Days (Album, Selbstverlag)
- 2013: Overhead, Without Any Fuss, the Stars Were Going Out (Album, Solitude Productions)